# Sasimoides spinosissima
Sasimoides spinosissima är en insektsart som beskrevs av Heinrich Hugo Karny 1924. Sasimoides spinosissima ingår i släktet Sasimoides och familjen vårtbitare. Inga underarter finns listade i Catalogue of Life.